# Tatiana Levina
Tatiana Levina (Rusia, 28 de febrero de 1977) es una atleta rusa especializada en la prueba de 4x400 m, en la que consiguió ser campeona mundial en pista cubierta en 2008.

## Carrera deportiva
En el Campeonato Mundial de Atletismo en Pista Cubierta de 2008 ganó la medalla de oro en los relevos de 4x400 metros, llegando a meta en un tiempo de 3:28.17 segundos, por delante de Bielorrusia y Estados Unidos (bronce).